# Benedito Martins Napoleão do Rego
Benedito Martins Napoleão do Rego (União, 17 de março de 1903 – Rio de Janeiro, 30 de abril de 1981) foi um jornalista, professor, escritor e político brasileiro que foi governador do Piauí.

## Dados biográficos
Filho de Artur Napoleão do Rego e Olímpia Martins do Rego. Iniciou sua vida jornalística e literária em Belém quando estudava no Ginásio Pais de Carvalho e em Salvador foi auxiliar de telegrafia. Morador do Rio de Janeiro entre 1919 e 1924 trabalhou no Museu Nacional de Belas Artes e no Ministério da Agricultura antes de retornar ao Piauí onde foi secretário-geral do estado durante a interventoria de Antônio Leôncio Pereira Ferraz. Empossado em 9 de novembro de 1945 assumiu o governo do estado em 19 de dezembro do mesmo ano após uma viagem do titular ao Rio de Janeiro e como este não retornou manteve-se no cargo até 20 de março de 1946 quando o presidente Eurico Gaspar Dutra indicou seu sucessor.
Presidente da Academia Piauiense de Letras entre 1943 e 1946 foi professor do Liceu Piauiense, do Instituto de Educação Antonino Freire, do Colégio Diocesano e da Faculdade Federal de Direito do Piauí, além de ter sido Diretor de Instrução Pública, cargo equivalente ao de Secretário de Educação. É irmão de Hugo Napoleão do Rego e tio de Hugo Napoleão do Rego Neto.